# Strvinari
 Ovo je glavno značenje pojma Strvinari. Za kukce pogledajte Strvinari (kukci).
Strvinari su mesojedni i biljojedni organizmi koji se hrane mrtvim i raspadajućim organizmima u okolišu, čime su značajni za ekosustave. Razlagači (detrivori) dovršavaju posao strvinara, hraneći se ostacima organske tvari preostalima nakon hranjenja strvinara.
Poznati primjeri strvinara su supovi, neki kukci, neke ribe i neki sisavci. Mnogi mesojedi (karnivori) koji se redovno upuštaju u lov (hijene, lavovi, tigrovi, vukovi) ponašat će se strvinarski ako za to postoje uvjeti, dok će se skoro svi strvinari veći od kukaca baviti lovom ako nema dovoljno strvina, što se redovno događa iz razloga što strvina u okolišu nikada nema u dovoljnom broju da prekrije hranidbene potrebe organizma.
Strvinari biljnog materijala uključuju termite koji u termitnjake dovlače mrtve biljne organizme.

## Ptice strvinari
Strvinari koji pripadaju razredu ptica hrane se uglavnom ili isključivo strvinama životinja. Može ih se sresti na svim kontinentima osim Antarktici i Oceaniji.

### Sistematika
To je umjetna skupina ptica svrstana zajedno isključivo prema načinu prehrane i vanjskoj sličnosti, pa se zato dijele u dvije različite grupe: američke strvinare i strvinare starog svijeta. Smatra se da je sličnost ovih dviju skupina posljedica konvergentne evolucije.

#### Strvinari starog svijeta
Strvinari starog svijeta žive u Africi, Aziji i Europi. Dio su porodice Accipitridae u koju su uključeni i orlovi, lunje, škanjci i sokolovi. Svrstani su u potporodicu Aegypiinae.

#### Američki lešinari
Ovi strvinari žive u toplim i umjerenim područjima sjeverne i južne Amerike i, osim vanjske sličnosti, nisu bliže srodni s porodicom Accipitridae, nego pripadaju porodici Cathartidae i imaju dosta srodnosti s rodama. Više vrsta ove grupe ima vrlo dobar njuh, što je neobično za grabljivice.

### Prehrana
Strvinari vrlo rijetko napadaju zdrave životinje, ali mogu ubiti ranjene ili bolesne. Viđani su u ogromnom broju iznad bojnih polja. Kad postoji obilje hrane, jedu tako dugo dok im se voljke potpuno ne napune i sjede, spavaju ili napola obamrli probavljaju hranu. Mladuncima ne nose hranu u kandžama, negu ju u gnijezdu izbacuju iz voljki. Mogu jesti raspadajuće meso koje sadrži bakterije antraksa, botulizma i kolere i u želucu ih razgraditi .

### Problemi s trovanjem ptica strvinara
Opadanje populacije strvinara u Indiji i Pakistanu za gotovo 95% koje se dogodilo tijekom proteklog desetljeća bilo je rezultat korištenja diklofenaka (nesteroidni antiupalni lijek protiv bolova, jedno od komercijalnih imena je voltaren) u tretiranju radnih životinja. Životinje koje su bile bolesne ili trpjele bolove dobivale su taj lijek da bi duže živjele i bile radno sposobne. Kad bi uginule, vlasnici su ih, kao i uvijek, ostavljali na otvorenom znajući da će ih pojesti strvinari. Međutim, diklofenak iz mesa strvina izaziva kod strvinava zatajenje bubrega i kao posljedicu trovanja diklofenakom, uginuće.
Posljedica drastičnog smanjenja broja strvinara bila je uzrokom cijelog niza problema higijenskih i zdravstvenih, ali i drugačijih problema. Umjesto strvinara, strvine su jeli štakori i podivljali psi, a bjesnoća se među njima raširila više nego inače. U Indiji je stopa bjesnoće najviša na svijetu. Pored toga, u nekim zajednicama (zoroastri, Parsi) umjesto ukopa, pokojnika se izlaže strvinarima na vrh kule tišine kako bi strvinari sve pojeli, i odnijeli u nebeske visine (nebeski pogreb), ostavljajući iza sebe samo čiste kosti.
Vlada Indije zabranila je prodaju diklofenaka i zamijenila ga drugim sredstvima koja nisu štetna za strvinare, no drugdje je nastavljeno s njegovom prodajom i još uvijek je problem u drugim dijelovima svijeta .

### Ljudi i ptice strvinari
U južnoj Africi ime nubijskog strvinara je sinonim za ljubav, jer se te strvinare sreće uvijek u parovima, a majke i mladunci ostaju usko povezani. Parenje, povezanost, zaštita i ljubav su osnovni atributi koji se asociraju uz njihovu veličinu i sposobnost lebdenja visoko na nebu.
Stari Egipćani su ženke strvinara smatrali izvrsnim majkama, a veliki raspon njihovih krila vidjeli su kao zaštitnički pokrov nad mladuncima.

## Drugi projekti
|  | Zajednički poslužitelj ima stranicu o temi Strvinari |